# 23173 Hideaki
23173 Hideaki è un asteroide della fascia principale. Scoperto nel 2000, presenta un'orbita caratterizzata da un semiasse maggiore pari a 2,7350033 UA e da un'eccentricità di 0,0582494, inclinata di 12,81701° rispetto all'eclittica.